# كارلو أورباني
كارلو أورباني (بالإيطالية: Carlo Urbani) ـ (19 أكتوبر 1956 ـ 29 مارس 2003) طبيب إيطالي وعالم ميكروبيولوجي، هو أول من اكتشف الالتهاب الرئوي اللانمطي الحاد (سارس). قبيل وفاته في تايلند عام 2003 ـ متأثراً بالمرض الذي اكتشفه هو ـ أصدر تحذير مبكراً لمنظمة الصحة العالمية تسببت استجابة المنظمة له في إنقاذ حياة الملايين من الناس حول العالم.

## حياته
حصل أورباني على شهادة الطب من جامعة أنكونا، وعمل ممارساً عاماً حيناً من الزمن، قبل أن يتخصص في الأمراض المعدية. رأس فرع إيطاليا من منظمة أطباء بلا حدود، وتسلم ـ مع آخرين ـ جائزة نوبل في السلام لعام 1999 التي مُنحت لتلك المنظمة. انتقل أورباني بعد ذلك للعمل في منظمة الصحة العالمية واستقر به المقام في هانوي بفييتنام، حيث كان اهتمامه الأول هو مكافحة الأمراض الطفيلية، غير أنه كان خبيراً في الأمراض المعدية بصفة عامة.
تزوج أورباني من جوليانا كيوريني وأنجب منها ثلاثة أطفال. وقد تجادل أورباني مع زوجته يوماً حين قالت له إن مخاطرته بحياته ـ وهو أب لثلاثة أطفال تتراوح أعمارهم بين أربعة أعوام وسبعة عشر عاماً ـ في علاج حالات كهذه تصرف لا يتسم بالمسؤولية، فردّ عليها أورباني قائلاً: إذا لم أعمل في مثل هذه المواقف فلماذا أنا هنا؟ للرد على البريد الإلكتروني وحضور حفلات الكوكتيل؟.

## إكتشافه للسارس
في أواخر فبراير 2003، استدعي أورباني لمناظرة حالة المريض جوني تشين (بالإنجليزية: Johnny Chen) في المستشفى الفرنسي بمدينة هانوي (بالفرنسية: Hôpital Français de Hanoi) في فييتنام. كان تشين ـ وهو رجل أعمال أمريكي ـ قد أصيب بمرض حسبه الأطباء في البداية حالة إنفلونزا شديدة الوطأة، غير أن أورباني أدرك أن ما كان يعاني منه تشين لم يكن إنفلونزا، بل مرض معدٍ جديد وسريع الانتقال.
أخطر أورباني منظمة الصحة العالمية على الفور، مما لفت الانتباه إلى هذا الوباء، كما نجح في إقناع وزارة الصحة الفييتنامية بالشروع في عزل المرضى وفحص المسافرين سعياً لكبح جماح الوباء قبل تفشيه.
التقط أورباني العدوى أثناء علاجه لمرضى السارس، وفي 11 مارس، أثناء سفره بالطائرة لحضور مؤتمر في العاصمة التايلندية بانكوك ـ حيث كان مزمعاً أن يتحدث عن الطفيليات عند الأطفال ـ شعر أورباني بالحمى، وبعد هبوطه من الطائرة، استدعى طبيب كان في استقباله بالمطار سيارة الإسعاف، ونُقل إلى جناح للعزل في أحد مستشفيات العاصمة التايلندية، ولم يُسمح لزوجته بالحديث إليه إلا من خلال جهاز الإتصال الداخلي (الإنتركوم).

## وفاته
بسبب العمل الذي قام به في هانوي وهو يعالج مرضى السارس المصابين، أصيب أورباني بالفيروس نفسه. أخذت وظائف رئتي أورباني تتدهور ووضعت على جهاز التنفس الصناعي، وبدأت تنتابه نوبات من الغيبوبة، وعندما أفاق من إحداها طلب حضور قس لإقامة طقوسه الأخيرة قبل الموت، وطلب ان يتم حفظ أنسجته الرئوية بعد وفاته للبحث العلمي.
وفي الحادية عشرة وخمس وأربعين دقيقة من صباح 29 مارس 2003، توفي كارلو أورباني بعد أن قضى 18 يوماً في العناية المركزة.

## وصلات خارجية
- The New York Times: Disease's Pioneer Is Mourned as a Victim
- Associazione Italiana Carlo Urbani
- Lucia Bellaspiga: Carlo Urbani. Il primo medico contro la SARS نسخة محفوظة 22 يوليو 2011 على موقع واي باك مشين., 2004